# Micromesistius
Micromesistius is een geslacht van straalvinnige vissen uit de familie van de kabeljauwen (Gadidae), orde van kabeljauwachtigen (Gadiformes). 

## Soorten
- Micromesistius australis Norman, 1937 – Zuidelijke blauwe wijting
- Micromesistius poutassou (Risso, 1827) – Blauwe wijting